# Lophostoma carrikeri
Lophostoma carrikeri (tidigare Tonatia carrikeri) är en fladdermusart som först beskrevs av J. A. Allen 1910.  Lophostoma carrikeri ingår i släktet Lophostoma och familjen bladnäsor. Inga underarter finns listade i Catalogue of Life. Fladdermusen är uppkallad efter Melbourne A. Carriker, Jr. som fångade holotypen.
Arten är en medelstor medlem av släktet Lophostoma. Den kännetecknas av helt vit päls på buken. På ovansidan förekommer brun päls med något mörkare axlar och sidorna är täckt av gråbrun päls. Lophostoma carrikeri har mörkbrun flygmembran och ljusbruna öron med vita kanter. Underarmarna och bakbenen bildar med sin rosa färg en kontrast till vingarna. Arten har en V-formig hudflik på näsan som är svartbrun och cirka 5 mm lång. Den korta svansen är inbäddad i den del av flygmembranen som ligger mellan bakbenen. Den absoluta kroppslängden är 80 till 99 mm inklusive en 9 till 14 mm lång svans. Lophostoma carrikeri har 46,0 till 47,5 mm långa underarmar, en vingspann av 332 till 356 mm, 14,5 till 15,0 mm långa bakfötter och 24 till 26 mm långa öron. Tandformeln är I 2/1 C 1/1 P 2/3 M 3/3, alltså 32 tänder.
Denna fladdermus förekommer i Amazonområdet i södra Colombia, södra Venezuela, regionen Guyana, norra Brasilien, norra Bolivia och östra Peru. Habitatet utgörs av regnskogar, av galleriskogar och av andra fuktiga skogar. Individerna vilar i ihåliga termitstackar. Där bildas flockar med 5 till 12 medlemmar. Arten äter olika leddjur.